# Stefan Żuchowski

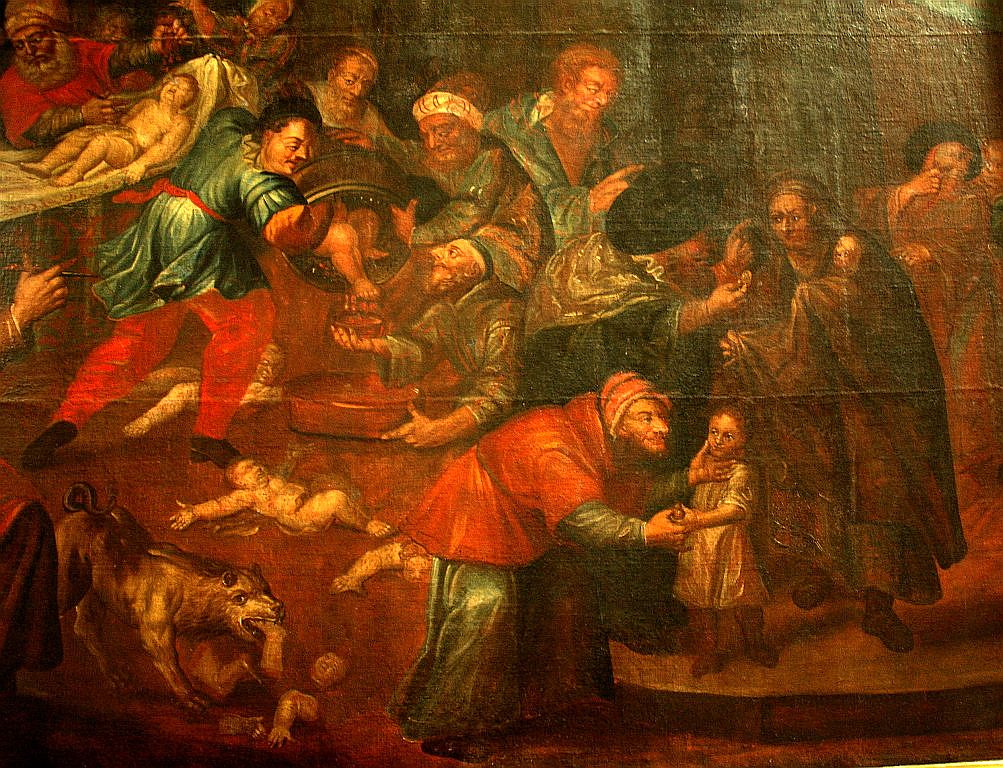
Obraz Mord rytualny autorstwa Karola de Prevot (XVIII w.), przedstawiających rzekomy mord rytualny, znajdujących się w sandomierskiej katedrze, należący do cyklu obrazów ufundowanych przez ks. Stefana Żuchowskiego

Stefan Żuchowski (ur. 1666, zm. 1716) – proboszcz, archidiakon i oficjał sandomierski, antysemita. 
Był oskarżycielem w lubelskim Trybunale Głównym Koronnym podczas procesów Żydów sandomierskich z lat 1698 i 1710–1713, oskarżanych o rzekome mordy rytualne. 
W 1698 z jego inicjatywy stracono starszego synagogi sandomierskiej Aleksandra Berka za rzekome
zamordowanie dwuletniej dziewczynki.
W 1711 na synodzie diecezji krakowskiej został mianowany komisarzem do spraw żydowskich a do jego obowiązków należało także zajmowanie się sprawami o mordy rytualne. Jego publikacje stanowiły główną podstawę pracy o mordach rytualnych autorstwa biskupa Józefa Załuskiego.
Był fundatorem obrazów autorstwa Karola de Prevot w sandomierskiej kolegiacie (obecnie katedrze), przedstawiających trzy przypadki rzekomego mordu rytualnego w Sandomierzu.

## Twórczość
Wydał dwie książki: 
- Ogłos procesów kryminalnych na Żydach o różne ekscesy, także morderstwo dzieci osobliwie w Sandomierzu roku 1698 przeświadczone w prześwietnym Trybunale Koronnym przywiedzionych, dla dobra pospolitego wydany – 1700, wierszowana relacja z procesu Żydów sandomierskich w 1698, uzupełniona o opisy kilku wcześniejszych procesów o mordy rytualne.
- Proces kryminalny o niewinne dziecię Jerzego Krasnowskiego, już to trzecie roku 1710 dnia 18 sierpnia w Sendomirzu okrutnie od Żydów zamordowane – 1713, napisana prozą w końcowej fazie procesu Żydów sandomierskich, rozpoczętej w 1710.